# Chris Henderson
Christopher "Chris" Henderson (Edmonds, 11 de dezembro de 1970) é um ex-futebolista estadunidense. Atualmente é diretor-técnico do Seattle Sounders.

## Carreira por clubes
Assim como a maioria dos futebolistas americanos de sua época, Henderson iniciou a carreira disputando campeonatos universitários, onde representou o UCLA Bruins, a equipe de futebol da Universidade da Califórnia em Los Angeles, onde também jogaria seu irmão mais novo, Sean. Foram dois anos defendendo a UCLA (em 1989, jogava no Seattle Storm), só voltando a defender uma equipe em 1994, já formado na universidade.
Contratado pelo FSV Frankfurt, o meia esteve presente em 24 partidas e marcou um gol na temporada 1994-95, mudando-se para o Stabæk, atuando entre 1995 e 1996, quando voltaria aos EUA para disputar a recém-fundada Major League Soccer, assinando com o Colorado Rapids, clube onde teria duas passagens na carreira.
Entre 1999 e 2000, defendeu o Kansas City Wizards (atual Sporting Kansas City), fazendo parte do elenco que venceu a MLS Cup em 2000. Passou ainda por Miami Fusion e Columbus Crew. Jogaria ainda mais uma temporada pelo New York Red Bulls em 2006. Fora dos planos da equipe para o ano seguinte, Henderson optou em encerrar sua carreira em 22 de dezembro, 11 dias após completar 36 anos.

## Após a aposentadoria
Depois de encerrar sua trajetória como futebolista, Henderson aventurou-se pela única vez em uma comissão técnica em 2007, quando foi auxiliar-técnico no Kansas City Wizards. Desde janeiro de 2008, trabalha como diretor-técnico do Seattle Sounders
, função que exerce até hoje.

## Seleção Norte-Americana
Em 1990, ainda como universitário, Henderson fez sua estreia na seleção dos Estados Unidos, onde faria 79 partidas até 2001. Vestiu a camisa do selecionado pela primeira vez contra a Islândia, e acabou sendo convocado para disputar a primeira - e única - Copa do Mundo em sua carreira: a de 1990, realizada na Itália. Aos 19 anos e seis meses, foi o mais jovem atleta da competição (e um dos quatro atletas nascidos na década de 1970, ao lado do costarriquenho Rónald González, nascido em agosto, do holandês Bryan Roy, nascido em fevereiro, e do croata Alen Bokšić, nascido em janeiro).
Atuou também nas Olimpíadas de Barcelona, em 1992, da Copa Rei Fahd no mesmo ano, além da Copa América de 1993. Embora continuasse sendo convocado regularmente para a seleção, Henderson não foi lembrado por Bora Milutinović para a Copa de 1994, realizada justamente em território norte-americano, nem para as Olimpíadas de 1996, sediadas em Atlanta. Sua última partida na década de 1990 pelo selecionado ianque foi contra a Bélgica, em amistoso preparatório para a Copa de 1998, a qual também não seria convocado.
Esquecido em 1999, o meia só voltaria a defender a seleção norte-americana em 2000, para, no ano seguinte, fazer a última partida internacional em sua carreira - embora vivesse boa fase no Colorado Rapids, Bruce Arena não chegaria a convocar Henderson para a Copa de 2002.

## Títulos
Estados Unidos
- Copa Rei Fahd de 1992: 3º Lugar